# جورج بيرغستروم
جورج بيرغستروم (بالإنجليزية: George Bergstrom)‏ هو مهندس معماري أمريكي، ولد في 12 مارس 1876 في نيناه في الولايات المتحدة، وتوفي في 1955 في لوس أنجلوس في الولايات المتحدة.

## وصلات خارجية
- جورج بيرغستروم على موقع الموسوعة البريطانية (الإنجليزية)